# Scener fra Faaborg
Scener fra Faaborg er en dansk dokumentarisk optagelse fra 1911.

## Handling
Optagelser fra torvet i Faaborg, samt gader og huse i byen. Vinterbillede af landskab. Årstallet er anslået.